# Ptychamalia melanoma
Ptychamalia melanoma là một loài bướm đêm trong họ Geometridae.